# Robert Cambert
Œuvres principales
musique dramatique, motets, airs à boire
Robert Cambert est un organiste et compositeur français né à Paris vers 1628 et mort à Londres en mars 1677.

## Biographie

### Un organiste parisien
Robert Cambert est né à Paris, fils de Robert Cambert (maître fourbisseur et garnisseur d’épées, mort entre 1629 et 1636) et de Marie Moulin. Il est un élève de Jacques Champion de Chambonnières. D’abord organiste de la paroisse Saint-Laurent, Robert Cambert est nommé organiste de l’église collégiale Saint-Honoré en 1652.
Robert est quatre fois parrain entre juillet 1646 et avril 1672. Parmi ses filleuls se trouve Jeanne, fille de l’organiste François de Romancan (5 novembre 1662). Il épouse le 30 juin 1655, à Saint-Eustache, Marie Du Moustier, fille de feu Jacques Du Moustier, tailleur d’habits à Pontoise. Sa femme lui donne au moins une fille, Marie-Anne.

### Premiers succès
Cambert a commencé à collaborer avec le poète Pierre Perrin autour de 1657, mettant en musique une sarabande pour le retour du cardinal Barberini en France. Il met également en musique des « airs en dialogue » écrits à cette époque par Perrin « pour exprimer les passions, et les mouvements de l’âme les plus pathétiques », chantés devant le cardinal Della Rovere, alors ambassadeur du duché de Savoie en France. Suit La muette ingratte, une pièce plus développée d’environ 45 minutes, exécutée chez lui à plusieurs reprises, qui fournit à Perrin l’idée d’écrire une œuvre dramatique plus développée.
Ce sera la Pastorale d’Issy, donnée en 1659, une œuvre que Perrin revendique être la première d'un nouveau genre de poésie dramatique française (sans tenir compte du précédent proposé par Michel de La Guerre).
Forts de ce succès (le public français put sans doute apprécier une œuvre en français de dimension raisonnable, alors qu’il avait été gavé ces dernières années d’opéras italiens aussi démesurés qu’incompréhensibles), Cambert et Perrin reçoivent une commande de Mazarin pour une seconde œuvre plus développée, qui sera Ariane, ou le mariage de Bacchus, préparée en 1660-1661 mais non jouée du fait du décès de Mazarin le 9 mars 1661.
Dans les années suivantes, Cambert (outre son poste d’organiste) semble surtout avoir travaillé à des concerts sacrés ou profanes, dont les gazettes de Jean Loret ou de Robinet donnent des mentions. Celles-ci montrent que, dès la fin des années 1650, sa réputation de chef et de compositeur était très bien établie hors de son église.
En 1662, il est nommé maître et compositeur de la musique de la reine mère Anne d’Autriche (1601-1666) (sans doute en raison du succès de sa Pastorale de 1659 et de ce qui avait pu transparaître de son travail sur Ariane) ; c’est donc naturellement lui qui dirige le 31 janvier 1666 un De profundis pour ses funérailles.
C’est aussi dans cette période intermédiaire de sa carrière qu'il publie ses airs à boire (1665) et qu’il intervient au moins deux fois pour la musique de scène : il semble avoir été engagé en automne 1664 par la troupe du roi pour diriger la musique de La Princesse d’Élide de Molière ; il compose aussi en 1666 le Trio de Cariselli pour une pièce de Brécourt, publié avec le livret.

### La création de l’Académie royale de musique

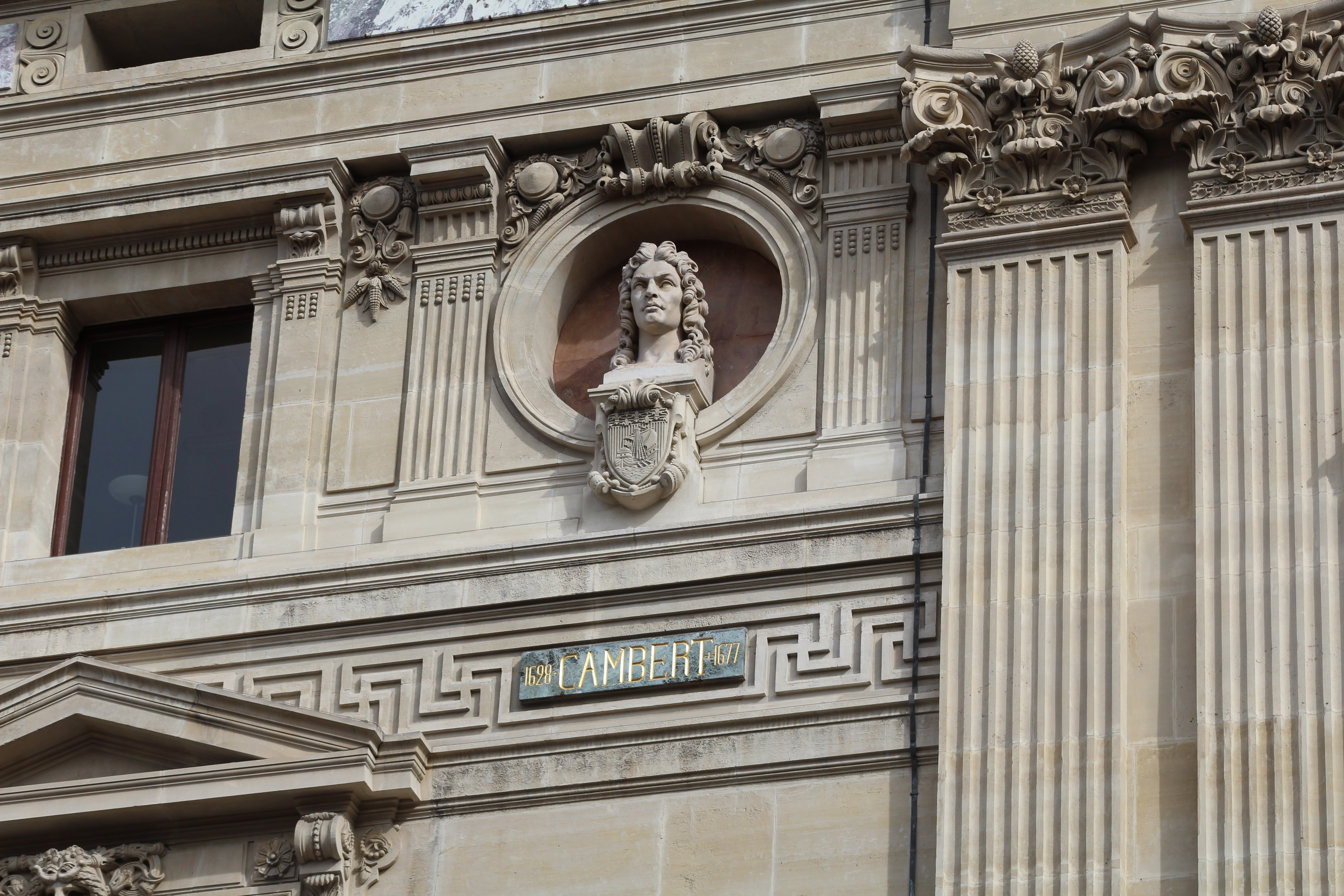
Buste de Cambert sur la façade de l'Opéra de Paris.

Le privilège royal pour la création d’une académie royale de musique, décerné à Pierre Perrin le 28 juin 1669, fut l’occasion pour Cambert et Perrin de recommencer à travailler ensemble. Ils pensent d’abord reprendre Ariane mais abandonnent ce projet, et montent Pomone, une pastorale considérée par la suite comme le premier opéra du répertoire de l’Académie. Perrin s’associe avec Cambert, qui recrute et fait répéter des chanteurs, l’œuvre étant créée en mars 1671. Sont aussi associés Alexandre de Rieux, marquis de Sourdéac pour les machines, un certain Champéron, et y travaillent de même les chorégraphes Pierre Beauchamp et Des Brosses pour les danses. Le spectacle, donné environ huit mois, obtient un succès considérable mais se révèle un gouffre financier. Les malversations de Sourdéac et Champeron font que personne n’est payé et que Perrin doit être emprisonné pour dettes.
Cambert décide alors de travailler avec un nouveau librettiste, Gabriel Gilbert, pour donner un second opéra intitulé Les Peines et les plaisirs de l’amour (créé en février-mars 1672). Malgré un succès prometteur, les représentations s’interrompent à cause du retrait le 1er avril 1672 du privilège de l’Académie des mains de Perrin, et de son attribution à Jean-Baptiste Lully. De ce fait, les artistes perdent l’occasion de rétablir leur finance.

### Départ et mort à Londres
Après s’être vu retirer son privilège, Cambert tente de se repositionner en achetant à Jean Granouilhet de Sablières la moitié de sa charge d’intendant et maître de la musique de Philippe d'Orléans (1640-1701), pour 4500 lt, mais cette position ne lui fut pas finalement acquise.
Il décide de partir à Londres et donne à sa femme Marie Dumoustier, le 19 août 1673, procuration pour gérer ses affaires parisiennes, y compris la suite du procès relatif à la liquidation de la direction Sourdéac. Il demeurait à cette époque rue des Bons enfants, paroisse Saint-Eustache.
Il arrive à Londres, probablement en automne 1673 mais n’est remplacé que le 3 septembre 1674 dans ses fonctions d’organiste par le chapitre de l’église Saint-Honoré. Probablement recommandé auprès de Charles II (roi d'Angleterre), qui appréciait fort la musique française, il crée une Royal Academy of Music, réponse anglaise à celle qu’il avait créée à Paris, et donne au moins deux spectacles :
- en février 1674, une pastorale intitulée Ballet et musique pour le divertissement du roy de la Grande-Bretagne ;
- en mars 1674, une version révisée d’Ariane et Bacchus, partiellement recomposée en collaboration avec Louis Grabu, donné pour le semi-anniversaire du mariage de James Stuart, duc d’York, avec la princesse Marie de Modène.

Il retourne en France en avril 1676, logé chez le facteur Denis, et repart à Londres.
Des témoignages diplomatiques exposés par John Buttrey montrent qu’en juin 1676, Cambert jouait du clavecin dans des concerts donné par Louise de Keroual [Carwell], duchesse de Portsmouth (Buttrey 1995 p. 200 et 205) ; y sont joués des extraits des œuvres de Lully (et sans doute des siennes propres). Buttrey fait l’hypothèse que le départ de Cambert pour Londres, avec d’autres musiciens (dont Jacques Paisible), était un effet de la volonté de Louis XIV d’attirer Charles II d’Angleterre dans les bras de Louise de Keroual, son amante depuis 1673, et de disposer sur place d’espions susceptibles de renseigner son ambassadeur. Peut-être cette mission lui a-t-elle été donnée en compensation de son retrait du privilège de l’Académie royale de musique ?
Cambert meurt à Londres, probablement en mars 1677 (sa nécrologie paraît dans le Nouveau Mercure galant d’avril 1677, p. 14-15) : Le sieur Cambert, maistre de musique de la feue Reyne mère, est mort à Londres, où son génie estoit fort estimé. Il avoit reçeu force biens-faits du Roy d’Angleterre, & des plus grands Seigneurs de sa Cour, & tout ce qu’ils ont veu de ses ouvrages n’a point démenty ce qu’il a fait en France... À l'époque, on a prétendu qu'il s'était suicidé, ou bien qu'il avait été empoisonné par l'un de ses serviteurs. Certains ont même accusé Lully de complicité, mais il s'agissait de rumeurs sans fondement.
Il est dit qu’il avait alors 49 ans, ce qui le fait naître autour de 1628. Un an plus tard, sa fille Marie-Anne, claveciniste, épouse le compositeur et violoniste Michel Farinel.

## Œuvres

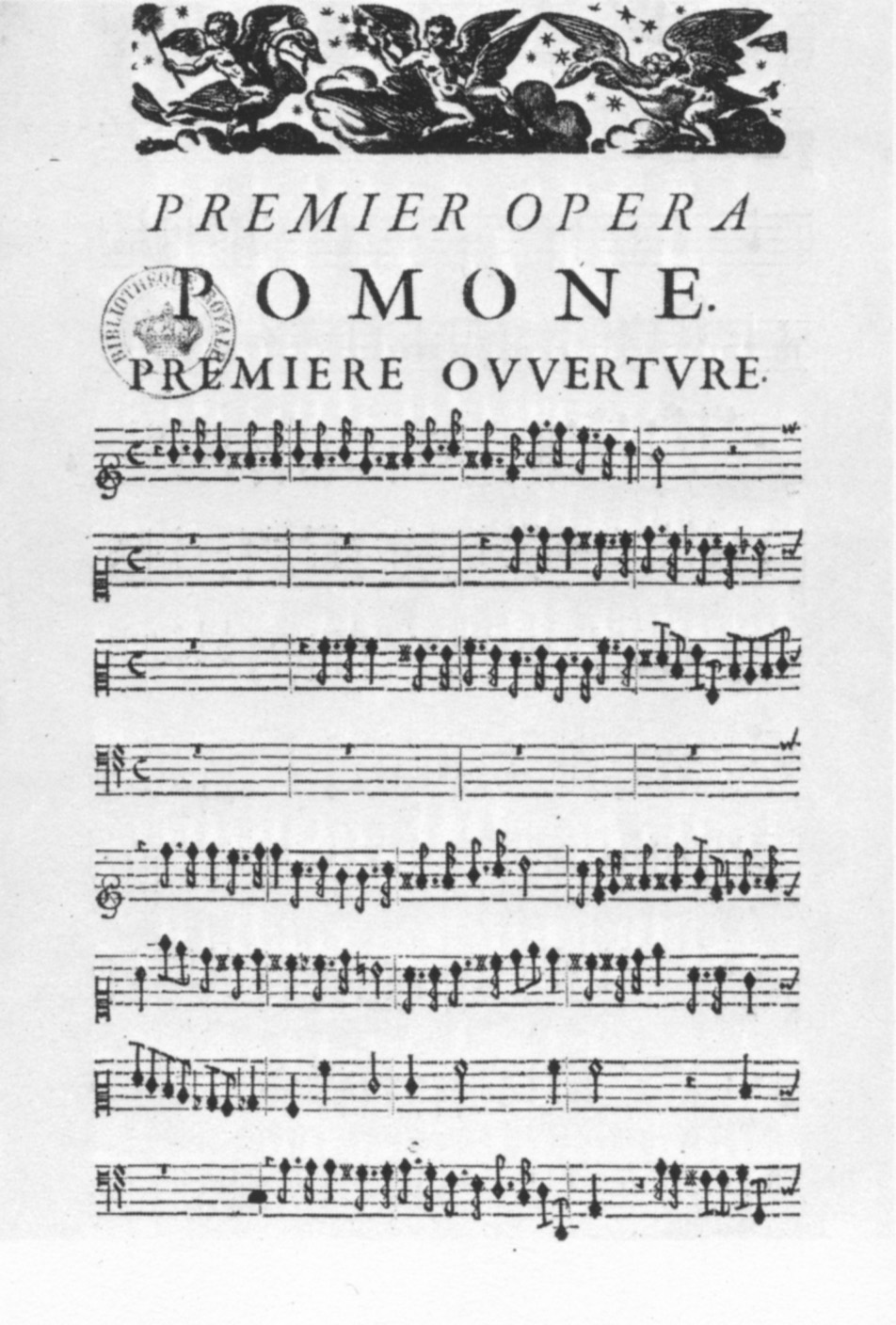
Début de l'ouverture de Pomone, imprimé par Robert III Ballard vers 1672.

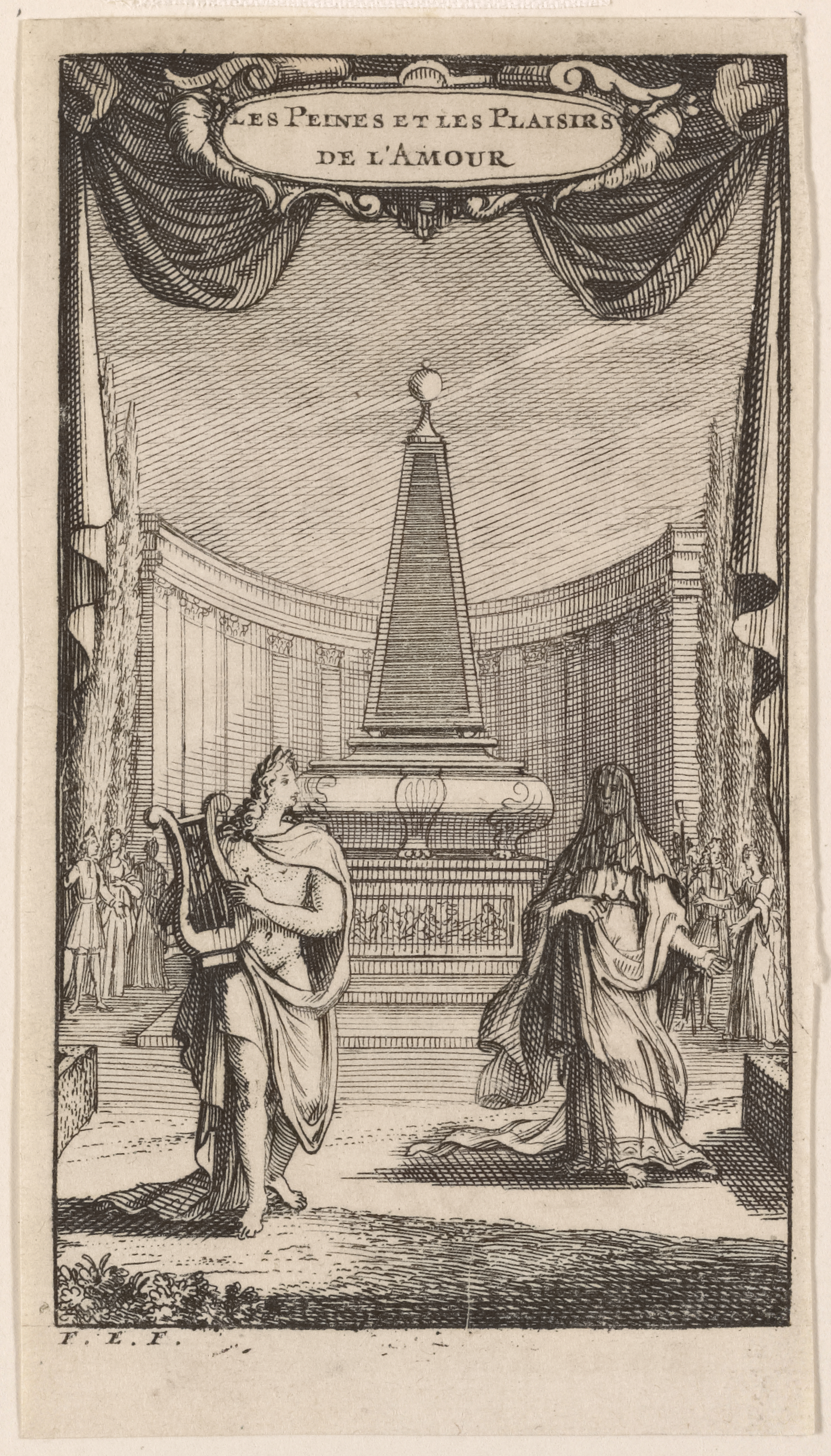
Frontispice de Les peines et les plaisirs de l'amour dans l'édition in-12° de 1703.

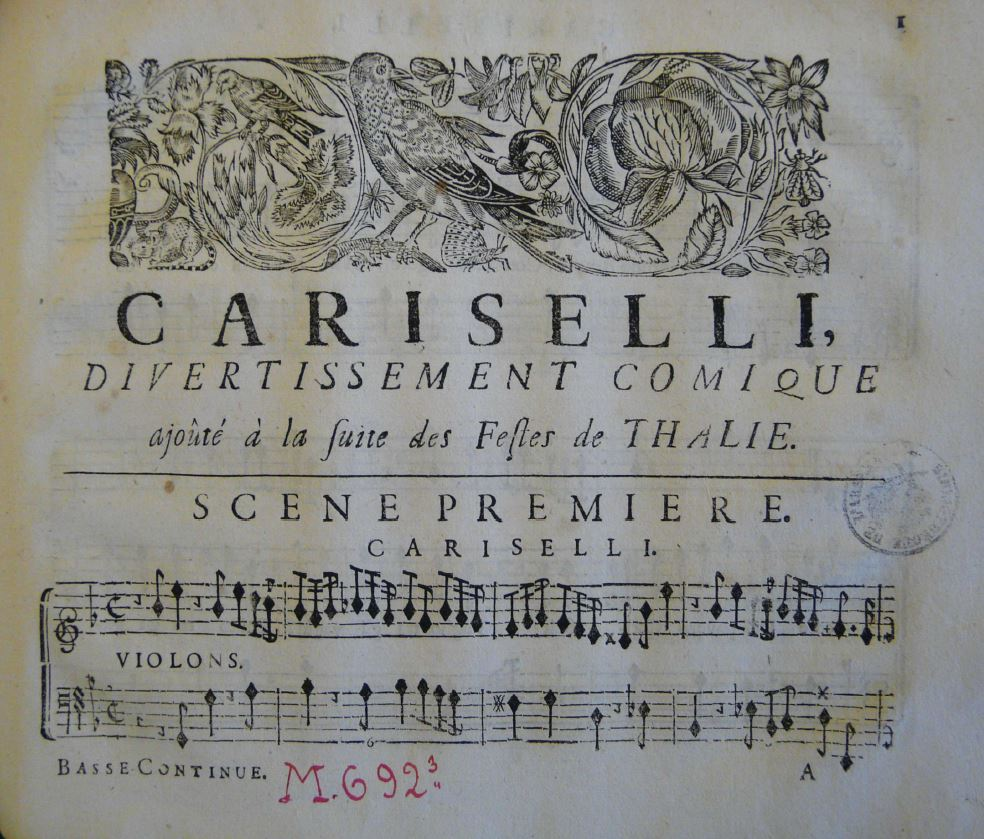
Début du Trio de Cariselli dans l'édition de Paris, Christophe Ballard, (1715).

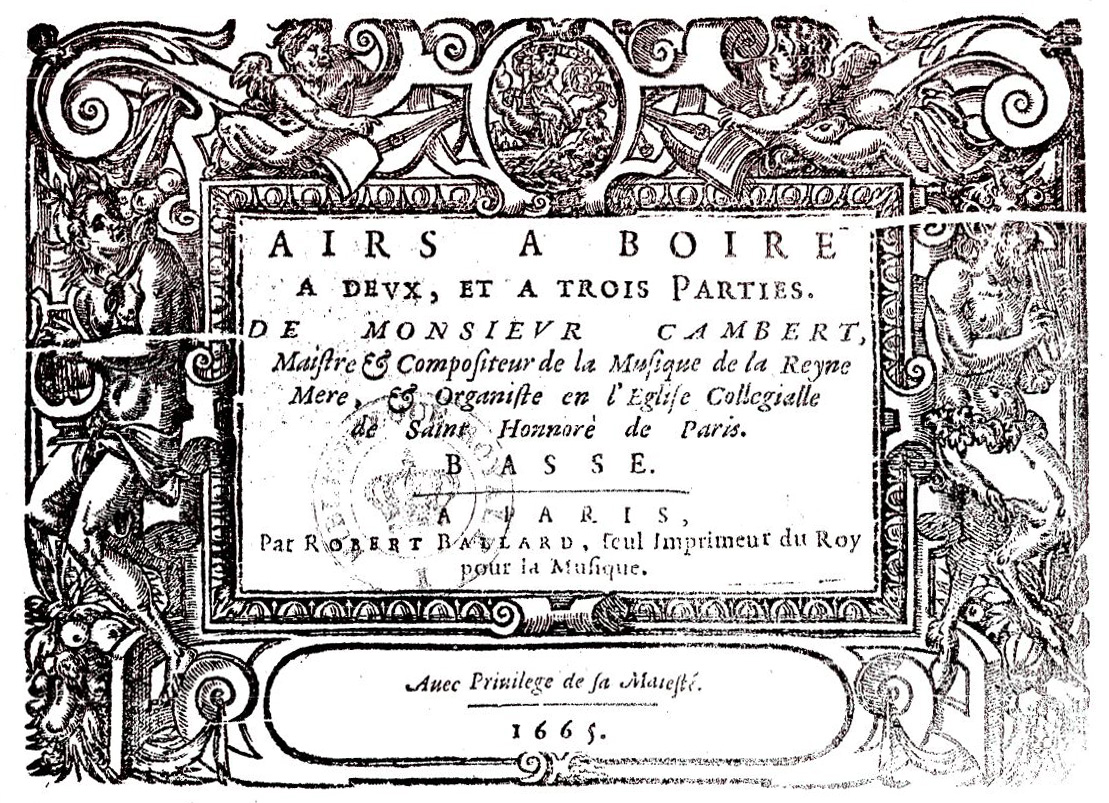
Page de titre des Airs à boire de Cambert (Paris, 1665).

Le gros des œuvres de Cambert est perdu, de sorte que la valeur intrinsèque de ses compositions est difficile à évaluer. Mais son talent réside aussi dans sa capacité, partagée avec Perrin, d’avoir posé les bases de l’opéra français, avec une ouverture, une succession de symphonies, d’airs (à voix seule, en duo ou en trio), de chœurs et de récits, agrémentée de pièces de ballet et éventuellement de machines, le tout précédé d’un prologue à la louange du roi. Les tragédies lyriques de Lully auront des structures similaires.

### Musique dramatique
- La Muette ingrate, élégie à trois voix en espèce de dialogue.

Il s’agit d’une élégie à 3 voix, qui a été exécutée plusieurs fois chez Cambert en 1658. L’œuvre est citée dans une source manuscrite (Paris : Bibliothèque de la Comédie française) : « Ayant toujours eu en pensée d'introduire les comédies en musique comme on en faisoit en Italie, je commençay en 1658 à faire une élégie à trois voix différentes en espèce de dialogue, et l'on venoit en entendre les concerts, et cette élégie s'appeloit la Muette ingratte. M. Perrin ayant entendu cette pièce qui réussissoit avec succez et qui n'ennuyoit point quoiqu'elle durât tant en symphonies qu'en récits trois bons quarts d’heure, prit de là envie de composer une petite pastorale... »
- La Pastorale d’Issy, opéra en cinq actes sur un livret de Pierre Perrin.

Elle est donnée huit ou dix fois en 1659 à Issy dans la maison de Monsieur de La Haye (orfèvre du roi et maître d'hôtel de la reine mère Anne d'Autriche) au début d’avril 1659, puis une fois au Château de Vincennes devant le roi et Mazarin, en mai 1659.
La musique est perdue ; elle nécessitait six voix. Chacun des cinq actes commençait et finissait par une symphonie, avec des ritournelles qui enchaînaient les scènes. Une relation est donnée par Loret, Lettre XVIII du 10 mai 1659.
Le livret est imprimé par Robert III Ballard en 1659, sous le titre de Première comédie française en musique... Pastorale (voir Guillo 2003 n° 1659-P). Le livret est réimprimé dans les Œuvres de poësie de Pierre Perrin (Paris : Estienne Loyson, 1661).
- Ariane, ou Le mariage de Bacchus. Comédie en musique avec un prologue et 5 actes, commanditée par Mazarin et non représentée du fait de sa mort.

Le livret est de Pierre Perrin ; il est écrit dans le ms. Français 2208 de la Bibliothèque nationale, avec d’autres pièces de Perrin mises en musique.
Une version révisée est donnée à Londres, King’s Theatre, Drury Lane, le 30 mars 1674, avec la collaboration de Louis Grabu, maître de la musique du roi.
La musique est aussi perdue et un livret bilingue existe, imprimé à Londres en 1673 ou 1674 : Ariadne, or, The marriage of Bacchus : an opera, or, a vocal representation ; first compos'd by Monsieur P[ierre] P[errin]. Now put into musick by Monsieur Grabut, Master of His Majesties musick. And acted by the Royall Academy of Musick, at the Theatre-Royal in Covent-Garden. - [Londres] : Thomas Newcombe, 1674. 4°, [12]-42 p..
Numérisé dans la collection Early english books online. Texte intégral mis en ligne dans la collection TCP par l’University d’Oxford : ici.
Une copie manuscrite du livret est à Paris BNF (Mss.) : Français 24352 (collection La Vallière). Elle inclut une dédicace anonyme signée de son Académie de musique, transcrite dans Nuitter 1886 p. 305-306.
- Pomone[22], pastorale en 5 actes et un prologue, sur un livret de Pierre Perrin.

Œuvre créée le 3 mars 1671 dans la salle du Jeu de paume de la Bouteille, et donnée durant 146 représentations, durant 8 mois.
La musique n’est connue que pour le prologue, le 1er acte et le début du second, dans une impression incomplète donnée par Robert III Ballard (in-2°, 40 p., RISM C 286, voir Paris BNF (Mus.) : RES VM2-1 et -2. Numérisé sur Gallica. L’œuvre n’ayant jamais été imprimée entièrement, Christophe Ballard en vendait des copies manuscrites.
Le livret est imprimé à plusieurs reprises par Pierre Le Mercier et par Robert III Ballard en 1671 (voir Guillo 2003 n° 1671-P) puis par Christophe Ballard en 1703 et 1714. L’édition de Ballard, 1671, est suivie des Lettres patentes du Roi, pour établir... des Académies d'opéra.
La chorégraphie est due à Des Brosses et Pierre Beauchamp, les rôles de Pomone, divinité des Fruits, et de son amant Vertumne sont respectivement tenus par Mlle Cartigny et M. Beaumavielle. Une relation est donnée par Robinet dans ses Lettres en vers à Monsieur, 18 avril 1671.
- Les Peines et les Plaisirs de l’amour[25], pastorale-héroïque en 5 actes et un prologue sur un livret de Gabriel Gilbert.

Œuvre crée en février-mars 1672, dans la Salle du Jeu de paume de la Bouteille.
Comme pour Pomone, la musique n’est connue que par une partition incomplète (1er acte seul), imprimée par Robert III Ballard à Paris puis abandonnée (in-2°, 24 p., RISM C 285, voir Paris BNF (Mus.) : RES VM2-4, numérisé sur Gallica). L’œuvre n’ayant jamais été imprimée entièrement, Christophe Ballard en vendait des copies manuscrites.
Livret imprimé à Paris par Olivier de Varennes en format in-12° (Paris BNF (ASp.) : 8-RO-1427), et réimprimé par Christophe Ballard en 1703 et 1714.
- Ballet et musique pour le divertissement du roy de la Grande-Bretagne, pastorale en 8 scènes entrecoupées de six entrées de ballet, sur un livret de Sébastien Brémond et une chorégraphie de Favier.

Œuvre créée à Londres, à la cour de Charles II, du 31 janvier au 6 février 1674.
Musique perdue à l’exception d’un air conservé Londres, Westminster Abbey, ms. CG27.
Livret imprimé, conservé à Londres, Royal Academy of Dancing.
L’œuvre est clairement dérivée de la Pastorale d’Issy de 1659, avec des ballets ajoutés.

### Musique de scène
- Pour la pièce de Guillaume Marcoureau de Brécourt intitulée Le jaloux invisible (publiée à Paris, Nicolas Pépingué, 1666, voir Guillo 2003 n° 1666-G), Cambert compose un Trio de Cariselli dont l’incipit est Bon di Cariselli.

Le trio est publié par Robert III Ballard dans le livret de 1666. Il est repris dans la cinquième entrée des Fragments de Lully, le 10 septembre 1702, puis dans les Fêtes de Thalie de Jean-Joseph Mouret publiées en 1715 (une édition séparée est donnée en 1715 : RISM L 3048).

### Airs
- Airs à boire à 2 et à 3 parties. Paris : Robert III Ballard, 1665. 4 vol. 8° obl. RISM C 287, Guillo 2003 n° 1665-D.

Dédicace à Monsieur Du Mesnil Montmort,conseiller du roi en sa cour de Parlement de Paris.
Le recueil contient 22 airs, à 2 ou 3 voix et basse continue, avec plusieurs dialogues. La partie de Premier dessus n’a pas encore été retrouvée.
Les textes sont pour la plupart de Pierre Perrin. L'avis au lecteur est transcrit dans Nuitter 1886 p. 80-81.
- Sept airs sont répartis dans trois manuscrits, dont trois sont publiés par Paul Brunold, dans la Revue de musicologie 9 (1927-1928), supplément. Le manuscrit de Londres, Westminster Abbey : CG.27 (Airs de differens compositeurs, 1678) contient les six airs suivants : En quel estat charmant ; Affreuse nuit sous tes nuages sombres ; Sommeil, doux charme de nos sens ; Helas vous demandez Iris ; Ah qu'après les ennuys d'une cruelle absence ; Des pleurs que je respens), dont certains proviennent du Ballet et musique.
- Les Œuvres de poésie, de Mr Perrin. (Paris : Estienne Loyson, 1661, 12°, Guillo 2003 n° RVC-3) contiennent une section intitulée Diverses paroles de musique, pour des airs de cour, airs à boire, dialogues, noëls, motets, & chansons de toute sorte. Mises en musique par les sieurs Molinier, Cambefort, Lambert, Perdigal, Cambert, Martin & autres excellents musiciens.

Dans cette section, les œuvres mises en musique par Cambert consistent en 3 airs, 8 airs à boire, 3 sarabandes et un épithalame.
Voir en exemple deux airs de Cambert dans la base Philidor du CMBV :
- Après avoir langui tant de jours  ici (texte de Bouchardeau)
- Sous ces ombrages verts là (texte de la comtesse de La Suze)

### Motets
- Les motets de Cambert n’ont pas été publiés et sont perdus. Ils sont cités seulement dans l’avis au lecteur de son volume d’airs à boire, et ont pu être donnés dans des églises parisiennes lors des concerts cités plus haut.

### Musique instrumentale
- Cambert était organiste et compositeur, peut-être a-t-il écrit des pièces d’orgues ? En tout cas il a fourni à François Roberday un des sujets dont il a fait un caprice dans ses Fugues, et caprices, à quatre parties, mises en partition pour l’orgue (Paris : Jacques II de Sanlecque, 1660).